# Марери
Марери (арм. Մարերի) — десятый месяц древнеармянского календаря. Марери имел 30 дней, начинался 8 мая и заканчивался 6 июня.
Название месяца происходит от древнеармянского названия кедра − «майри» (арм. մայրի).